# Natuur, leven en technologie
Natuur, leven en technologie (afgekort NLT) is een vak dat vanaf schooljaar 2007-2008 wordt gegeven in de bovenbouw van de havo en het vwo in Nederland. Het vak wordt in de bovenbouw aangeboden voor de profielen natuur en gezondheid en natuur en techniek. Omdat NLT een profielkeuzevak is, dat kan worden gekozen naast een aantal verplichte vakken, is het niet verplicht. Het vak wordt afgesloten met een schoolexamen. Per 1 augustus 2012 is er een nieuw examenprogramma voor leerlingen in klas 4 van kracht. Ruim 200 scholen in Nederland bieden NLT als keuzevak aan.

## Interdisciplinaire opzet
NLT is een interdisciplinair bètavak. Het toont en versterkt de samenhang tussen de bètavakken op de middelbare school. Het vak daagt leerlingen uit met diepgang en boeiende en relevante contexten. NLT kan leerlingen stimuleren voor bèta en bèta-vervolgopleidingen. 
Bij NLT staan de vaardigheden natuurwetenschappelijk onderzoek doen, modelleren en ontwerpen centraal. Het vak NLT is bedoeld als aanvulling en verdieping op het onderwijs in de profielvakken aardrijkskunde, biologie, natuurkunde, scheikunde en wiskunde. Elk lesjaar bestaat uit verschillende modules, die onderwerpen als forensisch onderzoek, rijden onder invloed, plaatsbepaling (met bijvoorbeeld gps), sportprestaties en digitale techniek behandelen. De modules zijn ontwikkeld door docenten in samenwerking met HO en bedrijfsleven. Er worden continu nieuwe modules ontwikkeld en de bestaande modules worden regelmatig geüpdatet. NLT is en blijft hierdoor een actueel vak. 
Elke module wordt afgesloten met een toets en/of een presentatie. De lessen worden ingevuld met het behandelen van theorie, maar vooral met het doen van (eigen) onderzoek.

## Samenwerking HO
NLT is een vak waarbij veel wordt samengewerkt tussen scholen voor voortgezet onderwijs en hoger onderwijsinstellingen. Dit geldt voor de ontwikkeling (modules worden ontwikkeld in netwerken die bestaan uit docenten vo én partners uit het ho), maar ook voor de invoering. 
Op veel plekken in het land worden (onderdelen van) NLT-modules uitgevoerd in samenwerking met universiteiten en/of hbo’s. Enkele voorbeelden:
- gastdocenten vanuit het ho geven een presentatie aan een of meerdere klassen op een vo-school
- leerlingen voeren een practicum of onderzoeksopdracht uit op een ho-instelling
- ho-instellingen lenen apparatuur uit aan scholen of stellen digitaal materiaal beschikbaar
- modules worden aangeboden op een ho-instelling voor een groep leerlingen die afkomstig zijn van verschillende scholen 
Op verschillende plekken in het land is een vaksteunpunt NLT operationeel. Hierin werken universiteiten en hbo’s samen met scholen uit de regio aan het bieden van ondersteunen bij het invoeren van NLT. Enkele voorbeelden:
• netwerkbijeenkomsten voor docenten van invoerscholen (intercollegiale consultatie)
• inhoudelijke ondersteuning voor docenten 
• scholing docenten (modulespecifiek én didactisch)
• onderhoud modules
• kwaliteitsmonitoring
Voorbeeld:
Zes scholen in Nijmegen en omgeving werken samen met de Radboud Universiteit  om het vak NLT gestalte te geven. Het gaat om het Kandinsky College, het Pax Christi College in Druten, de Stedelijke Scholengemeenschap, het Dominicus College, de Nijmeegse Scholengemeenschap Groenewoud en het Stedelijk Gymnasium.
Enthousiaste docenten ontwikkelen op deze zes scholen modules en testen het lesmateriaal. Zij verzorgen, in samenwerking met docenten van de universiteit, lessen, colleges en practica voor leerlingen van deze zes scholen waarbij gebruik wordt gemaakt van faciliteiten van de bèta-faculteiten.

## Verankering
NLT is een nieuw vak, zowel wat betreft de positie in het schoolleerplan van de bovenbouw havo en vwo, als wat betreft het interdisciplinaire karakter, met wiskunde en natuurwetenschappen (inclusief  fysische geografie) als basisdisciplines. De verankering van NLT in het onderwijsveld vraagt nog veel aandacht. Daarom heeft de Stuurgroep NLT (2006-2010) de Minister van OCW geadviseerd om na het beëindigen van de werkzaamheden van deze Stuurgroep, een nieuwe Stuurgroep Verankering NLT in te stellen, die dit verankeringstraject in de jaren 2011-2015 vorm zal moeten geven. De Stuurgroep Verankering NLT is in het leven geroepen om te bewerkstelligen dat NLT in 2015 verankerd is. Hiertoe wordt als algemene doelstelling voor het werk van de Stuurgroep geformuleerd:
NLT is in 2015 een zelfstandig, dynamisch en kwalitatief hoogwaardig vak voor de bovenbouw havo en vwo. De drie centrale aspecten voor het werk van de Stuurgroep zijn dus de zelfstandigheid, de dynamiek en de kwaliteit van het vak.